# Simone Missick
Simone Missick (de soltera Cook; nacida el 19 de enero de 1982) es una actriz de cine y televisión estadounidense. Es conocida por su papel en Marvel Cinematic Universe como la detective Misty Knight en Luke Cage, un papel que también interpreta en The Defenders y Iron Fist. Desde el 2019, interpretó a Lola Carmichael en All Rise.

## Primeros años
Simone Missick se graduó de Renaissance High School en Detroit, Michigan, en 1999 y completó sus estudios en la Universidad Howard en 2003.

## Carrera
Missick tomó clases magistrales en la British American Drama Academy en Inglaterra. Allí estudió con Ben Kingsley, Alan Rickman y Jane Lapotaire.
En 2008, Missick interpretó el papel principal femenino de Reese Knight en la película independiente Road to Sundance.
En 2012, Missick interpretó el papel de Elise en la película para televisión A Taste of Romance. 
En 2016, Missick tuvo su papel estelar en Luke Cage como Misty Knight. Missick repitió el papel en The Defenders y en la segunda temporada de Iron Fist.
En febrero de 2019, se anunció que Missick interpretaría el papel principal de Trepp en la segunda temporada de la serie de ciencia ficción de Netflix Altered Carbon.
En mayo de 2019, se anunció que Missick interpretaría el papel principal de la jueza Lola Carmichael, jueza del Tribunal Superior del condado de Los Ángeles para la serie dramática de CBS All Rise.

## Vida personal
Missick se casó con el actor Dorian Missick en febrero de 2012. Actuó junto a ella en la segunda temporada de Luke Cage como Dontrell "Cockroach" Hamilton.

## Filmografía

### Cine
| Año  | Título               | Personajes           | Notas       |
| ---- | -------------------- | -------------------- | ----------- |
| 2003 | The Epicureans       | Jamie                |             |
| 2008 | The Road to Sundance | Reese Knight         |             |
| 2009 | K-Town               | Newly Single Lady #1 |             |
| 2009 | Brotherlee           | Tamar                | Corto       |
| 2011 | Look Again           | Anna                 | Corto       |
| 2012 | A Taste of Romance   | Elise                | Película TV |
| 2012 | Voicemail            | Wendy Peters         | Corto       |
| 2013 | Douglass U           | Tasha                |             |
| 2015 | Black Card           | Lona                 | Corto       |
| 2016 | The Big Chop         | Kris (adulta)        | Corto       |
| 2018 | Jinn                 | Jade                 |             |
| 2019 | #Truth               | Lanie Cooper         |             |

### Televisión
| Año     | Título                             | Personajes              | Notas                                         |
| ------- | ---------------------------------- | ----------------------- | --------------------------------------------- |
| 2011    | Bucket & Skinner's Epic Adventures | Reportera               | Episodio: "Epic Babysitters"                  |
| 2014    | Ray Donovan                        | Porschla                | Episodio: "Yo Soy Capitan"                    |
| 2014    | Everything I Did Wrong In My 20s   | Melanie                 | Episodio: "The Baby Moment"                   |
| 2015    | Scandal                            | Uniforme Oficial        | Episodio: "Heavy Is the Head"                 |
| 2016    | Wayward Pines                      | Esposa de CJ            | Episodio: "Time Will Tell" & "Bedtime Story"  |
| 2016–18 | Luke Cage                          | Mercedes "Misty" Knight | Personaje principal                           |
| 2017    | American Koko                      | Grace                   | Personaje recurrente                          |
| 2017    | The Defenders                      | Mercedes "Misty" Knight | Personaje principal                           |
| 2018    | Iron Fist                          | Mercedes "Misty" Knight | Personaje principal: Temporada 2              |
| 2018–19 | Tell Me a Story                    | Mariana Reynolds        | Personaje recurrente: Temporada 1             |
| 2019    | Relics and Rarities                | Zora Ujasiri            | Episodio: "The Battle of Livingstone Caverns" |
| 2019–23 | All Rise                           | Judge Lola Carmichael   | Personaje principal                           |
| 2020    | Altered Carbon                     | Trepp                   | Personaje principal: Temporada 2              |
| 2021–   | Lola in NOLA                       | Lola Carmichael         | Papel protagonista                            |

## Premios y nominaciones
| Asociación                       | Año  | Trabajo        | Categoría                                                                          | Resultado | Ref.   |
| -------------------------------- | ---- | -------------- | ---------------------------------------------------------------------------------- | --------- | ------ |
| Premios Black Reel               | 2018 | The Defenders  | Mejor Actriz de reparto, película para televisión/serie limitada                   |           | [ 12 ] |
| Premios Black Reel               | 2019 | Jinn           | Mejor Actriz de reparto, película                                                  |           | [ 13 ] |
| Premios Black Reel               | 2020 | Altered Carbon | Mejor Actriz de Reparto, Serie Dramática                                           |           | [ 14 ] |
| Premios Black Reel               | 2020 | All Rise       | Mejor Actriz, Serie Dramática                                                      |           | [ 14 ] |
| Premios NAACP Image              | 2020 | All Rise       | Mejor actriz en una serie dramática                                                |           | [ 15 ] |
| Premios NAACP Image              | 2021 | All Rise       | Mejor actriz en una serie dramática                                                |           |        |
| Premios del Sindicato de Actores | 2017 | Luke Cage      | Actuación sobresaliente de un conjunto de especialistas en una serie de televisión |           | [ 16 ] |